# 保泰 (清朝宗室)
保泰（穆麟德轉寫：bootai；1682年—1730年），滿洲愛新覺羅氏。清世祖順治帝孫、裕憲親王福全第三子。
康熙四十一年（1702年），保泰被封為裕親王世子。康熙四十二年（1703年），父親福全逝世，保泰襲封裕親王。雍正二年（1724年），坐諂附廉親王允禩國喪演劇，被革去爵位，由五弟保綬第二子廣靈承襲裕親王。雍正八年（1730年），保泰逝世，年四十九歲。

## 子女
保泰有25个儿子，是清朝子嗣最多的親王，但有14子夭折。
1. 长子广善（1697—1745），封世子，后废，授防禦品級。
2. 次子广恩（1699—1739）。
3. 三子广华（1704—1741），原封辅国公，散秩大臣，后革退，为二等侍卫，后为侍卫班领。
4. 四子广贵（1705—1750），告退三等侍卫。
5. 五子广裕（1708—1735）。
6. 六子广义。
7. 七子广惠。
8. 八子（名称失考）。
9. 九子（名称失考）。
10. 十子（名称失考）。
11. 十一子广卿。
12. 十二子广年（1713—1774）。
13. 十三子广缘。
14. 十四子广云（1715—1756），为宗学副管。
15. 十五子广臣。
16. 十六子广升（1720—1741）。
17. 十七子广英（1720—1767），曾告退三等侍卫。
18. 十八子广汉。
19. 十九子广坤（1724—1786），为前锋参领，后革退。
20. 二十子广先。
21. 二十一子广春。
22. 二十二子广吉（1727—1774）。
23. 二十三子广照。
24. 二十四子广求。
25. 二十五子广瑞。